# 中の人などいない! トーキョー・ヒーロー・プロジェクト
『中の人などいない! トーキョー・ヒーロー・プロジェクト』（なかのひとなどいない トーキョー・ヒーロー・プロジェクト）は、2012年8月31日にALcotより発売された日本のアダルトゲームである。キャッチコピーは、「ヒーローだって、恋をする」。

## 概要
本作はALcotの12作目に当たる作品である。オリジナル完全新作としては、『Clover Heart's』、『Triptych』、『なつぽち』、『FairChild -フェアチャイルド-』、『ENGAGE LINKS』、『幼なじみは大統領 My girlfriend is the PRESIDENT.』、『鬼ごっこ!』に続く、第8作目となる。
スタッフからは幼なじみは大統領、鬼ごっこ！と本作を含め、「新本三部作」とも呼ばれている。
現在、TECH GIANで本作の漫画が連載されている。漫画化を行っているのは、山鳥おふうである。第一話はALcotのウェブサイトで公開されている。
また、カードゲームリセやファンタズマゴリアからは、本作品の登場人物が登場するカードが発売されている。  
また、初回限定版のロットアップのため、2013年2月22日には通常版が発売された。さらに2015年1月30日には、FDも含めた「新本三部作」5タイトルと各作品のサントラCD3タイトルを一つにした『ALcot 新本COMPLETE PACK』が発売された。

## あらすじ
一人暮らしの苦学生である風間 晃太郎は、ある日、バイト先の工事現場に向かう際に、着ぐるみ怪人とコスプレヒーローが戦っているのを目撃する。この戦いの影響でバイト先を失ってしまった晃太郎は、友人・延彦の紹介で新たなバイト先の面接を受けに行く。バイト先の面接官は、着ぐるみ怪人が所属している秘密結社BO団の団長であった。

## 登場人物
（出典：）

### メインキャラクター
風間 晃太郎（かざま こうたろう）
主人公。都内の学園に通う2年生である。親元を離れて、統京の安アパートで一人暮らしをしている。毎晩肉体労働のアルバイトを行って、生活費を稼いでいる。目つきが悪く、見た目が不良のような外見なせいか、学園では不良と思われている。顔が怖いという理由で女の子にモテたことがなく、そのことをコンプレックスにしている。前作『鬼ごっこ！』の舞台である美夜島の出身者であり、父親は、前作のメインヒロインである坂上加奈の元で忍者部隊の一人として働いている。ゆるキャラパワードスーツ「ドララ」のパイロットで近接戦闘を得意とする。必殺技はサーベル型電撃警棒にエネルギーを込めて近距離で爆発させる「ドララダイナマイト」。ラッシュ時は「ドラララララ！」と叫ぶ。
本堂 絢乃（ほんどう あやの）
声 - 杏子御津
誕生日：5月7日
主人公のクラスメイトであり、佐緒理の親友。恥ずかしがりやな性格である。美人であるが普段着はジャージなど、残念なところも多い。父親と2人で暮らしている。父親によると母は他界しており、姉は失踪しているという不幸な境遇にある少女。「トーキョー・ヒーロー・プロジェクト」(以下、THP)では、千世田区を担当するチヨダ・ヒーロー「乙女-メイデン-」の二代目を担当している。先代と比べると、実力・人気共に劣っている。実家はゲームショップを営んでおり、アダルトゲームも取り扱っている。家業の手伝いとしてレジ打ちをすることがあるが、アダルトゲームのレジ打ちをする際に赤面してしまう。実家でアダルトゲームを取り扱っているという特殊な環境のせいか、アダルトゲームに興味があり、自身もアダルトゲームをプレイする。トンコツラーメンが大好物で学園でお昼を食べる時は屋上でカップ麺を食べている。晃太郎とは仲がいいが恥ずかしくてあまり会話が出来ない。晃太郎の住んでるアパートの大家の娘。
晃太郎が噂通りの人物で無い事を知っている数少ない人物でもある。
桐原 佐緒理（きりはら さおり）
声 - 遠野そよぎ
誕生日：3月13日
主人公のクラスメイトであり、絢乃の親友。現役都知事の孫娘というお嬢様でありながら、積極的であったり、ジャンクフード好きであったりと、お嬢様らしからぬ面も多い。後述する秘書のキャサリンに内緒で家を抜け出してはジャンクフードを買いに行く。その際にBO団に襲われたことが何度かある。幼い頃に地下鉄の爆発事故により両親を亡くしており、統京都知事である桐原慎之介に育てられた。悪い事は知り合いでも許さないほど正義感が強い。いたずら好きで晃太郎を誘惑するような大胆な行動をとる事も。THPを推進する統京都知事の孫娘のため、BO団に狙われている。
晃太郎が噂通りの人物で無い事を知っている数少ない人物でもある。
神城 優香（かみしろ ゆか）
声 - 桐谷華
誕生日：10月21日
学園では主人公の後輩に当たるが、秘密結社BO団では先輩に当たる。性格は勝ち気で負けず嫌いであり、主人公になにかとライバル心を燃やしてくる。ゆるキャラパワードスーツ「ねこにゃん」のパイロット。「YouはShock銃」という相手に電気ショックを与えて気絶させる光線銃を扱って戦う。光線銃で牽制しつつ戦うスタイルだが、近接格闘でも強い。天元ルイに心酔しており、「ルイ様」と呼んでいる。入院中の妹がおり、妹が入院する原因となった事故によりトラウマを抱えている。妹が入院する原因となったヒーローに強い恨みを持っている。同人活動を行っており、自身とルイと思われる容姿の少女達が絡む漫画を描いている。
天元 ルイ（あまもと ルイ）
声 - 阿久世良
誕生日：1月2日
秘密結社BO団の団長。学園では主人公の先輩に当たる。本名はルイージュ・アシジュポーン。天才的頭脳の持ち主であり、BO団のゆるキャラ型パワードスーツは彼女が作っている。純粋な宇宙人「ピュアブリード」と地球人との間に生まれた「ハイブリッド」と呼ばれる存在である。ハイブリッドは戦闘に長けた能力を持つ者が多いが、ルイの戦闘力は低い。

### サブキャラクター
本堂 鷹音（ほんどう たかね）
声 - 一色ヒカル
誕生日：2月19日
絢乃の姉であり、THPでは初代チヨダ・ヒーロー・メイデンを務めていた。正義感に強く、ヒーローになるために生まれてきたような女性。一年前のとある事件を境に行方不明となっている。行方不明になる少し前に晃太郎と出会っている。能力は風を操ること。初代メイデンの必殺技は風を纏い急降下する「スカイキック」。また、さらなる上位技として、「トルネードキック」という技もある。絢乃同様、トンコツラーメンが好き。
神城 美香（かみしろ みか）
声 - 雪都さお梨
誕生日：3月5日
優香の妹。一年前の事故により、車椅子での生活を余儀なくされ、現在も入院中である。入院患者とは思えないほど、活発で脳天気な性格をしている。誰とでもすぐに打ち解けられるという特技を持っており、同じ病院に入院する乃々と仲良くしている。周りが大人がいる場所で生活しているため、耳年増でませている。
嵐山 乃々（あらしやま のの）
声 - 氷川めぐみ
誕生日：7月7日
美香と同じ病院に長期入院している女の子。人見知りをしない性格で、甘えん坊かつ寂しん坊。
キャサリン・K・キャンベル (Catherine K Campbell)
声 - 海原エレナ
統京都知事である桐原 慎之介の秘書であり、THPの実質的指揮官でもあるアメリガ人。プライドが高く、短期で神経質な性格をしている。秘書としては優秀だが、ヒーローらを見下しており「道具」としてしか見ていないため殆どが命令口調である。催眠能力を有している。
仙道院 延彦（せんどういん のぶひこ）
声 - 日向苺
主人公のクラスメイト。ヒーローとフィギュアを愛し、THPの各ご当地ヒーローにも詳しい。人付き合いの苦手な主人公の唯一の友人である。BO団を晃太郎に紹介した人物。BO団の趣旨を理解した上で所属している。晃太郎らには劣るが「シタッパーズ」をつかいサポートに徹する事が多い。使用者を含め5人の分身を作り操る事が出来る。戦闘時には「YouはShock銃」という光線銃も扱う。
西園寺（さいおんじ）
声 - 一条和矢
BO団の幹部として、ルイのそばに仕える老執事である。時々スケベな発言をして、主人公のエロ方面の行動にアドバイスをすることがある。執事としても優秀で、戦闘時にも頼りになる。しかし、加齢による腰痛により、戦闘時に動けなくなることがある。能力は五感強化(スーパーセンス)。相手の行動を分析し、先んじて行動をすることが出来る。
本堂 十兵衛（ほんどう じゅうべえ）
声 - きのこはじめ
絢乃の父親であり、秋葉原でPCゲームショップの店長をしている。アダルトゲームには、よく裸エプロンのテレカを特典にする。主人公が暮らすアパートの大家でもある。何かとエロゲーを絡めた人生のうんちくを語ろうとするのが玉に瑕である。娘らを愛している親馬鹿。
桐原 慎之介（きりはら しんのすけ）
声 - 多富満
現役の統京都知事であり、佐緒理の祖父にあたる。キャサリンが持ちかけたTHPをゴリ押しして進めている。過去に太陽の時節という本を執筆した。
エリカ・アシジュポーン
声 - 青葉りんご
ルイの母親であり、ゆるキャラ型パワードスーツに搭載されている各種コアシステムの開発者である。純粋な宇宙人の「ピュアブリード」であり、フランツ系ズイス人の地球人との間に子を儲けた。
雷帝 -ライトニング-
声 - 海原エレナ
デザイン：新庄聡美
太田区を担当するオオタ・ヒーローで、電気を使った攻撃を得意とする。
銀髪でポニテで巨乳である。
正体は幼なじみは大統領 My girlfriend is the PRESIDENT.に出てくるイリーナ・ウラジーミロヴナ・プチナその人である。
ゲストキャラを洗脳するわけにもいかないのか彼女は洗脳されていない(効いていないだけの可能性もある)。

### ヒーロー
ゼロ、ダイコン、レッドプリンス、マグマネット、リトル・ファイアー、バレット、タイラント、ハヌマーン、イダテンの9名のヒーローは、スタッフの知り合いの作家がデザインを行った。また、ニュージャスティス、フューリー、ヴィクトリーゲイト、シュパン、ハーモニクス、フェアリア、アルゴッド、インテリオン、コミュニケーター、フェンリルのデザインは、一般公募により集まったデザインの中から採用された。メイデンとライトニング以外のヒーローは全てキャサリンにより洗脳されている。しかしルートによっては洗脳されずに協力してくれる場合がある。ほとんどのヒーローは、能力の設定はあるが、格闘描写はない。
チヨダ・ヒーロー『乙女 -メイデン-』
水を操る能力を持つ。現在のメイデンは二代目である。
コウトウ・ヒーロー『暴君 -ベヒモス-』
土を操る能力を持つ。小さい少女の為一部の人に大人気。もの凄い怪力の持ち主でかなり重量のある物も振り回す。思考は幼児その物で悪意はなく、本人は遊んでいるつもり。キャサリンに洗脳され薬物投与までされている。
シンジュク・ヒーロー『戦神 -ヴァルキリー』
風を操る能力を持つ。必殺技は、風を使って上空に舞い上がり、重力と風の力を利用して地上の敵に攻撃する「サイクロンキック」。最強と謳われているヒーローであり、ほとんど喋ることはない。キャサリンと共に行動する事が多く、キャサリンの命令で周囲の迷惑さえ関係なく行動する。キャサリンに洗脳されている。
チュウオウ・ヒーロー『特異点 -ゼロ-』
デザイン：橘由宇
重力を操る能力を持つ。
ネリマ・ヒーロー『照姫 -ダイコン-』
デザイン：てんまそ
テレパス能力を持つ。
キタ・ヒーロー『赤王子 -レッドプリンス-』
デザイン：紺野あずれ
風を操る能力を持つ。王子と言っているが中身は女性である。
トシマ・ヒーロー『磁界熊 -マグマネット-』
デザイン：英貴
磁力を操る能力を持つ。ゲーセンを拠点としている。
エドガワ・ヒーロー『花火 -リトル・ファイアー-』
デザイン：なぎさほのか
爆発能力を持つ。江戸川と言えば花火が有名なのでそれからだろう。スミダヒーローを目の敵にしている。
アダチ・ヒーロー『弾丸 -バレット-』
デザイン：人丸
狙ったポイントに必ず命中させる能力を持っている。
タイトウ・ヒーロー『風雷 -タイラント-』
デザイン：つくりものじ
空気を操る能力を持つ。
シブヤ・ヒーロー『猿王 -ハヌマーン-』
デザイン：るろお
重力を遮断する能力を持つ。
スミダ・ヒーロー『韋駄天 -イダテン-』
デザイン：石田あきら
超速移動能力を持つ。江戸っ子であるらしい。自身の速度に自身がついていけてないという矛盾を抱えている。
アラカワ・ヒーロー『新卒 -ニュージャスティス-』
デザイン：八代ユキヒロ
手に持った物を白熱化させる能力を持つ。
イタバシ・ヒーロー『剣客小町 -フューリー-』
デザイン：ひしこ∞π＆
物体を浮遊させる能力を持つ。
カツシカ・ヒーロー『勝利 -ヴィクトリーゲイト-』
デザイン：かんざき五郎
火を操る能力を持つ。
シナガワ・ヒーロー『両断 -シュパン-』
デザイン：Yッシー
手にした刃物であらゆる物体を切断する能力を持つ。ただし死んでいる者や無機物に限る。
スギナミ・ヒーロー『調和 -ハーモニクス-』
デザイン：ぴらそん
素手で触れたものの本質を読み取る（所謂サイコメトリー）能力を持つ。ちなみに男である。
セタガヤ・ヒーロー『花姫 -フェアリア-』
デザイン：ナブ
植物を操る能力を持つ。
ナカノ・ヒーロー『店長 -アルゴッド-』
デザイン：EMA
妄想を実像化する能力を持つ。ただし実像化した妄想はあくまで幻のため、ただ眺めることしかできない。
ブンキョウ・ヒーロー『装考智将 -インテリオン-』デザイン：南雲直樹&大和稟
未来を予測する能力を持つ。占い師として活動中。
ミナト・ヒーロー『伝達者 -コミュニケーター-』
デザイン：高山アクア
あらゆる生物と意思の疎通ができる能力を持つ。
メグロ・ヒーロー『黒狼 -フェンリル-』
デザイン：ららばい
遠方から物体を取り寄せる（所謂アポート）能力を持つ。
エンジン
約半生記前に現れたヒーロである。炎を操る能力を持つ。30年以上ヒーローを続けた後、15年ほど前に姿を消した。現役時代には特撮番組もあり人気を博した。

## 主題歌
オープニングテーマ「SHINE RING」
作詞 - ayachi / 作曲・編曲 - 岩橋星実 (Elements Garden) / 歌 - 真理絵
挿入歌「Rebirth∞Impact」
作詞 - ayachi / 作曲・編曲 - 岩橋星実 (Elements Garden) / 歌 - 真理絵

## 関連商品
CD
- 『中の人などいない！ トーキョー・ヒーロー・プロジェクト オリジナルサウンドトラックス』 - 2012年12月28日発売。

ファンブック
- 『中の人などいない！ トーキョー・ヒーロー・プロジェクト ビジュアルファンブック』 - 2013年6月1日発行 ISBN 978-4863791756

コミック
- 『中の人などいない！ トーキョー・ヒーロー・プロジェクト』 - 2014年1月25日発売 ISBN 978-4047294738

## スタッフ
- 原画 - 仁村有志、鳴海ゆう、あおなまさお、新庄聡美
- SD原画 - あおなまさお
- シナリオ - 空下元、宮蔵
- BGM - 伊福部武史 (Angel Note)

## 人気投票
発売後に公式サイトにて行われた。
| 順位 | キャラクター              | 得票数 | 得票率 [%] |
| 1位  | 天元 ルイ                 | 3298   | 39.4       |
| 2位  | 本堂 絢乃                 | 2809   | 33.6       |
| 3位  | 神城 優香                 | 732    | 8.8        |
| 4位  | 本堂 鷹音                 | 548    | 6.6        |
| 5位  | 桐原 佐緒理               | 500    | 6.0        |
| 6位  | ライトニング              | 143    | 1.7        |
| 7位  | 嵐山 乃々                 | 79     | 0.9        |
| 8位  | 神城 美香                 | 60     | 0.7        |
| 9位  | エリカ・アシジュポーン    | 55     | 0.7        |
| 10位 | キャサリン・K・キャンベル | 48     | 0.6        |
| 11位 | 西園寺                    | 41     | 0.5        |
| 12位 | 仙道院 延彦               | 18     | 0.2        |
| 12位 | 本堂 十兵衛               | 18     | 0.2        |
| 14位 | 桐原 慎之介               | 16     | 0.2        |
| ---- | ------------------------- | ------ | ---------- |